# 関根学園高等学校
関根学園高等学校（せきねがくえんこうとうがっこう、英: Sekine Gakuen High School）は、新潟県上越市大貫にある私立高等学校。通称は「関根（せきね）」。

## 設置学科
- 普通科（下記の3コースに分かれる）
  - 特進コース
  - 進学コース
  - 普通コース

## 沿革
- 1908年（明治41年）7月25日 - 私立女子技芸専修学校として設立認可。
- 1909年（明治42年）4月1日 - 高田市大町2丁目の初代校長宅で開学。
- 1911年（明治44年）4月1日 - 関根裁縫女学校と校名変更。
- 1930年（昭和5年）11月15日 - 高田高等裁縫女学校と校名変更。
- 1931年（昭和6年）1月18日 - 西城町2丁目に校舎移転。
- 1935年（昭和10年）4月1日 - 甲種実業女学校として認可。
- 1944年（昭和19年）
  - 3月31日 - 財団法人に改組し、高田高等実業女学校と校名変更。
  - 7月24日 - 高田淑徳女子商業学校と校名変更。
- 1946年（昭和21年）3月31日 - 高田高等実業女学校に校名復帰。
- 1947年（昭和22年）4月1日 - 中学校を併設し、高田高等実業女学校併設中学校とする。
- 1949年（昭和24年）4月1日 - 高田和洋女子専修学校（各種学校）設置。
- 1950年（昭和25年）3月31日 - 高田高等実業女学校廃止、併設中学校を高田女子中学校と校名変更。
- 1951年（昭和26年）2月27日 - 学校法人に改組。
- 1952年（昭和27年）4月1日 - 高田女子実業高等学校設置、高田女子中学校を高田女子実業高等学校併設中学校と校名変更。
- 1954年（昭和29年）3月31日 - 高田和洋女子専修学校廃止。
- 1959年（昭和34年）4月1日 - 被服科に加えて普通科設置。
- 1962年（昭和37年）4月1日 - 男子部設置に伴い、高田北辰高等学校と校名変更。
- 1965年（昭和40年）4月1日 - 女子部に商業科・保育科を設置。
- 1971年（昭和46年）4月1日 - 男子部と女子部を分離、高田北辰高等学校（男子部）、高田中央女子高等学校（女子部）と校名変更。
- 1972年（昭和47年）8月31日 - 高田中央女子高等学校校舎改築。
- 1973年（昭和48年）10月1日 - 高田中央女子高等学校保育科実習の場として幼稚園併設。
- 1978年（昭和53年）4月1日 - 高田北辰高等学校と高田中央女子高等学校を統合して関根学園高等学校と校名変更し、男女共学となる。
- 1988年（昭和63年）
  - 3月31日 - 商業科・被服科廃止。
  - 6月 - 統合校舎工事着工（金谷校舎）。
- 1989年（平成元年）3月 - 統合校舎完成。
- 1990年（平成2年）3月31日 - 保育科廃止。
- 1993年（平成5年）8月1日 - 新グラウンド着工。
- 1994年（平成6年）3月31日 - 新グラウンド完成。
- 2002年（平成14年）
  - 6月10日 - 多目的教室他増築工事着工。
  - 8月29日 - 多目的教室他増築工事完成。
- 2010年（平成22年）
  - 4月23日 - 校舎改築工事着工。
  - 12月27日 - 校舎改築工事完成。
- 2014年（平成26年）
  - 8月12日 - 学生食堂着工。
  - 11月30日 - 学生食堂完成。
- 2015年（平成27年）5月26日 - 学生寮「友之寮」完成。
- 2018年（平成30年）
  - 4月1日 - 第2体育館工事着工。
  - 12月15日 - 第2体育館「かがやき」完成。

## 学校行事
- 4月 新入生歓迎会
- 5月 遠足 創立記念日
- 6月 体育祭 修学旅行（2年）
- 7月 芸術鑑賞 スポーツ大会
- 10月 地区教育懇談会 バス遠足
- 11月 学園祭（10月に開催される場合もある）
- 2月 スキー授業[1泊]（1年）

## 部活動
- 運動部 - 陸上競技、スキー、野球、サッカー、バスケットボール（男・女）、バレーボール（男・女）、バドミントン、ソフトテニス、卓球、柔道、剣道、空手道、水泳、体操
- 文化部 - 吹奏楽、美術、書道、茶道、食物、パソコン、インターアクト
- 同好会 - 囲碁・将棋、軽音楽

## 著名な関係者

### 出身者
- 皆川賢太郎（二年次北海道北照高校に編入、バンクーバーオリンピックアルペンスキー日本代表）
- 橘ジョージ（プロボクサー、全日本ライト級新人王）
- 荒井颯太（元プロ野球選手：読売ジャイアンツ）
- 滝澤夏央（プロ野球選手：埼玉西武ライオンズ）

### 教職員
- 関根萬司（創立者・初代校長、1909年 - 1945年の間に校長） - 高田中学校の数学教師在任中に開校。

## アクセス
- ETR（妙高はねうまライン）高田駅 徒歩約20分
- ETR（妙高はねうまライン）南高田駅 徒歩約15分
- 頸城自動車（36番・山麓線）「関根学園高校前」停留所
- 上信越自動車道 上越高田IC 車で約3分